# Pachnobia baileyana
Pachnobia baileyana är en fjärilsart som beskrevs av Augustus Radcliffe Grote 1879. Pachnobia baileyana ingår i släktet Pachnobia och familjen nattflyn. Inga underarter finns listade i Catalogue of Life.